# Pablo Nieto
Pablo Nieto Aguilar (Madrid, 4 de junio de 1980) es un expiloto español de motociclismo. Es hijo del 13 veces campeón del mundo de motociclismo, Ángel Nieto. Tiene un hermano mayor, Ángel Nieto Aguilar, que también ha sido piloto de motociclismo, y es primo del piloto de motociclismo Fonsi Nieto.

## Biografía

### Inicios
Consiguió sus primeros triunfos en minimotos en 1995 al conseguir el tercer puesto en el campeonato regional de Madrid y acabó como campeón en el regional de Castilla-La Mancha.
En 1996 dio el salto a motos de mayor cilindrada y participó en la Copa Cagiva 125cc.
Para 1997 empezó a competir en el campeonato de Europa de 125cc.

### 125cc
Debutó en el campeonato del mundo de 125cc en el año 1998 al participar en el GP de Cataluña como piloto invitado.
Para 1999 entró a formar parte del equipo Derbi como compañero de Youichi Ui y estuvo a punto de conseguir su primera victoria en Montmeló bajo la lluvia pero una caída dio al traste con sus posibilidades. Completó su primera temporada en el mundial finalizando el 23.º en la general de pilotos.
Siguió en el equipo Derbi las dos siguientes temporadas finalizando el decimotercero en 2000 y el 24.º en 2001.
Para 2002 decidió cambiar de marca y paso a pilotar una Aprilia oficial en el equipo de Jorge Martínez "Aspar" consiguiendo sus tres primeros podios esa temporada y también consiguió una pole, con lo que consiguió terminar en sexta posición el campeonato.
En 2003 siguió con Aspar y consiguió su primera victoria en el mundial en el circuito de Estoril, también consiguió dos podios, dos pole position y la vuelta rápida del GP de Alemania con lo que finalizó séptima posición en la clasificación de pilotos.
2004 fue su última temporada en el equipo de Aspar consiguiendo dos podios y finalizando el campeonato en sexta posición.
Volvió a Derbi en 2005 pero la moto resultó poco competitiva y terminó el 13.º en el mundial. Con lo que para 2006 decidió cambiar de equipo y fichar por Multimedia-Racing volviendo a pilotar una Aprilia, en este caso no oficial, volviendo a finalizar el campeonato el 13.º.
En 2007 siguió enmarcado en el mismo equipo pero ahora bajo el nombre de Blu-Sens Aprilia y finalizó el 15.º en la general.
Para la temporada 2008 decidió cambiar de marca y pilotar una KTM 125 FRR del equipo Onde 2000 teniendo como compañero al italiano Raffaele De Rosa. Al término de esa temporada decidió retirarse de la competición, tras 10 años de competición, para ser director de equipo junto a su hermano en la categoría de MotoGP del equipo Ducati Onde 2000.

### Director
Desde 2014, es Director de Equipo de la escudería de Moto3 Sky Racing Team by VR46, creada por el piloto italiano Valentino Rossi.

A partir del 2017, el equipo también compite en la categoría de Moto2.

## Resultados en el Campeonato del Mundo

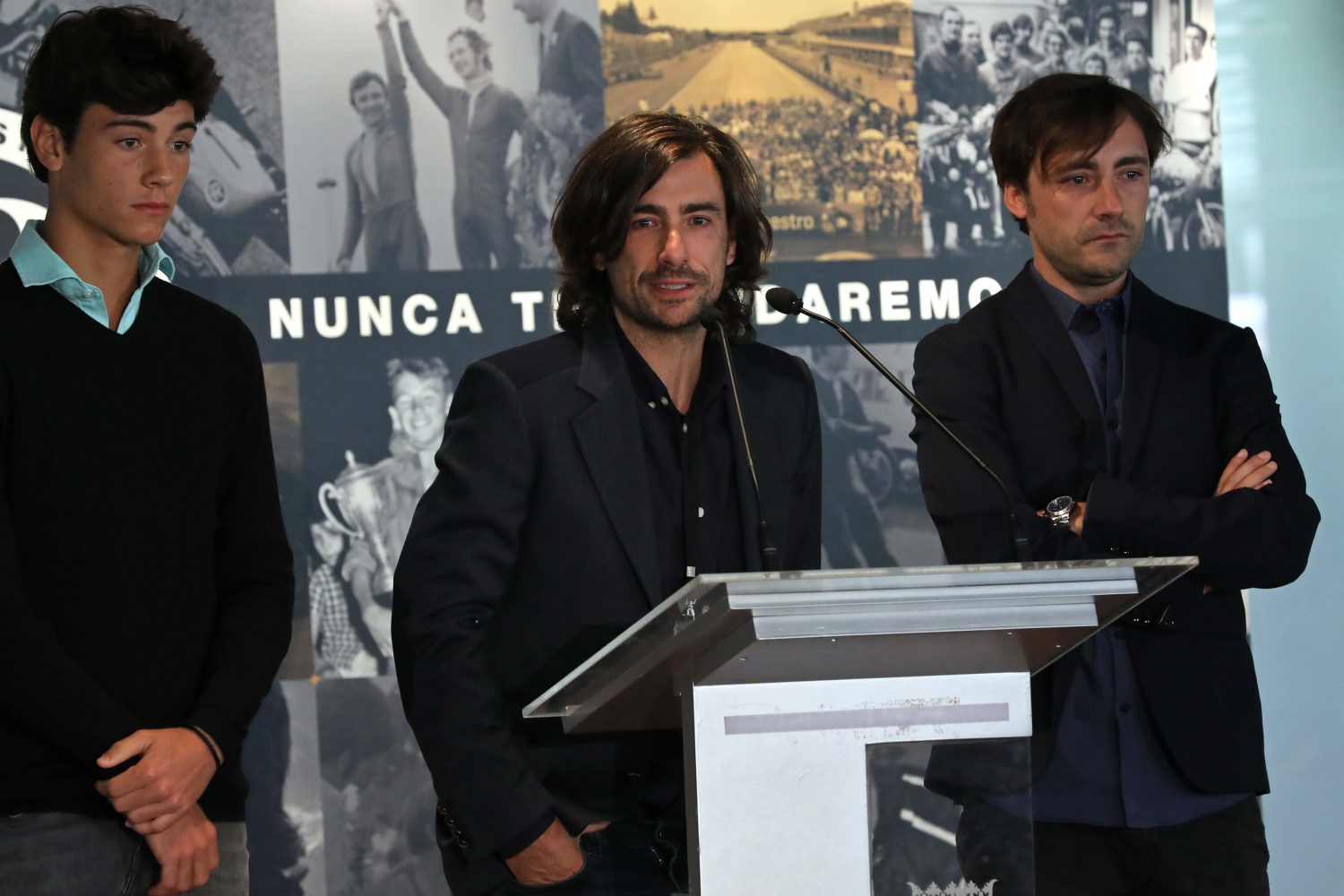
Hugo Nieto, Gelete y Pablo en el homenaje a Ángel Nieto

Sistema de puntuación de 1993 hasta 2022:
| Posición | 1.º | 2.º | 3.º | 4.º | 5.º | 6.º | 7.º | 8.º | 9.º | 10.º | 11.º | 12.º | 13.º | 14.º | 15.º |
| Puntos   | 25  | 20  | 16  | 13  | 11  | 10  | 9   | 8   | 7   | 6    | 5    | 4    | 3    | 2    | 1    |

### Por temporada
| Temporada | Cat.  | Equipo                      | Carreras | Victorias | Podiums | Poles | Puntos | Posición |
| --------- | ----- | --------------------------- | -------- | --------- | ------- | ----- | ------ | -------- |
| 1998      | 125cc | Vía Digital-Aprilia Team    | 1        | 0         | 0       | 0     | -      | -        |
| 1999      | 125cc | Festina-Derbi Racing        | 16       | 0         | 0       | 0     | 15     | 23.º     |
| 2000      | 125cc | Derbi Racing                | 16       | 0         | 0       | 0     | 68     | 13.º     |
| 2001      | 125cc | L&M-Derbi Racing            | 15       | 0         | 0       | 0     | 21     | 24.º     |
| 2002      | 125cc | Master-Aspar Aprilia        | 16       | 0         | 3       | 1     | 145    | 6.º      |
| 2003      | 125cc | Master-MxOnda-Aspar Aprilia | 16       | 1         | 3       | 2     | 148    | 7.º      |
| 2004      | 125cc | Master-Repsol-Aspar Aprilia | 16       | 0         | 2       | 0     | 138    | 6.º      |
| 2005      | 125cc | Caja Madrid-Derbi Racing    | 16       | 0         | 0       | 0     | 64     | 13.º     |
| 2006      | 125cc | Multimedia Racing-Aprilia   | 13       | 0         | 0       | 0     | 66     | 13.º     |
| 2007      | 125cc | Blusens-Aprilia             | 17       | 0         | 0       | 0     | 57     | 15.º     |
| 2008      | 125cc | Onde 2000-KTM               | 16       | 0         | 0       | 0     | 25     | 21.º     |
| Total     |       |                             | 158      | 1         | 8       | 3     | 747    |          |

### Carreras por año
(Carreras en negrita indica pole position, carreras en cursiva indica vuelta rápida)
| Año  | Cat.  | Moto          | 1       | 2      | 3       | 4       | 5       | 6       | 7       | 8       | 9       | 10      | 11      | 12      | 13      | 14      | 15      | 16     | 17    | Pts. | Pos. |
| ---- | ----- | ------------- | ------- | ------ | ------- | ------- | ------- | ------- | ------- | ------- | ------- | ------- | ------- | ------- | ------- | ------- | ------- | ------ | ----- | ---- | ---- |
| 1998 | 125cc | Aprilia RS125 | JAP     | MAL    | ESP     | ITA     | FRA     | MAD     | NED     | GBR     | ALE     | CZE     | IMO     | CAT 22  | AUS     | ARG     |         |        |       | 0    | NC   |
| 1999 | 125cc | Derbi RSA125  | MAL 22  | JAP 19 | ESP Ret | FRA 18  | ITA 22  | CAT Ret | NED 16  | GBR 12  | ALE Ret | CZE 22  | IMO 17  | VAL Ret | AUS 17  | RSA 12  | RIO Ret | ARG 9  |       | 15   | 23.º |
| 2000 | 125cc | Derbi RSA125  | RSA 15  | MAL 11 | JAP 11  | ESP Ret | FRA Ret | ITA 11  | CAT 6   | NED 19  | GBR 15  | ALE 7   | CZE 16  | POR 12  | VAL 4   | RIO 10  | PAC 9   | AUS 14 |       | 68   | 13.º |
| 2001 | 125cc | Derbi RSA125  | JAP 10  | RSA 15 | ESP Ret | FRA DNS | ITA Ret | CAT 6   | NED Ret | GBR Ret | ALE Ret | CZE 18  | POR Ret | VAL 14  | PAC 16  | AUS 20  | MAL Ret | RIO 14 |       | 21   | 24.º |
| 2002 | 125cc | Aprilia RS125 | JAP Ret | RSA 5  | ESP Ret | FRA 6   | ITA 3   | CAT 8   | NED 7   | GBR Ret | ALE 5   | CZE Ret | POR 4   | RIO 5   | PAC 4   | MAL 5   | AUS 3   | VAL 3  |       | 145  | 6.º  |
| 2003 | 125cc | Aprilia RS125 | JAP 7   | RSA 5  | ESP Ret | FRA 5   | ITA 3   | CAT 17  | NED 2   | GBR 6   | ALE 5   | CZE Ret | POR 1   | RIO 5   | PAC 8   | MAL 9   | AUS Ret | VAL 7  |       | 148  | 7.º  |
| 2004 | 125cc | Aprilia RS125 | RSA 4   | ESP 9  | FRA 7   | ITA 6   | CAT 3   | NED 8   | RIO 7   | ALE 3   | GBR Ret | CZE 4   | POR 4   | JAP Ret | QAT 6   | MAL Ret | AUS 15  | VAL 4  |       | 138  | 6.º  |
| 2005 | 125cc | Derbi RSA125  | ESP 12  | POR 12 | CHN 8   | FRA 7   | ITA 22  | CAT Ret | NED 11  | GBR 5   | ALE 10  | CZE 16  | JAP 8   | MAL 13  | QAT Ret | AUS 18  | TUR 20  | VAL 10 |       | 64   | 13.º |
| 2006 | 125cc | Aprilia RS125 | ESP 10  | QAT 5  | TUR 14  | CHN Ret | FRA 5   | ITA 12  | CAT 7   | NED 9   | GBR Ret | ALE Ret | CZE 9   | MAL Ret | AUS     | JAP     | POR     | VAL 7  |       | 66   | 13.º |
| 2007 | 125cc | Aprilia RS125 | QAT 9   | ESP 6  | TUR 13  | CHN 16  | FRA 15  | ITA Ret | CAT 20  | GBR 9   | NED Ret | ALE 9   | CZE Ret | RSM Ret | POR Ret | JAP 7   | AUS Ret | MAL 12 | VAL 7 | 57   | 15.º |
| 2008 | 125cc | KTM 125 FRR   | QAT 18  | ESP 5  | POR Ret | CHN     | FRA Ret | ITA Ret | CAT Ret | GBR 20  | NED 20  | ALE 14  | CZE 16  | RSM Ret | IND Ret | JAP 18  | AUS 13  | MAL 14 | VAL 9 | 25   | 21.º |